# Ladyhawke (album)
Ladyhawke − pierwszy album studyjny nowozelandzkiej piosenkarki Ladyhawke, wydany 19 września 2008 roku nakładem wytwórni Modular Recordings.

## Lista utworów
1. "Magic" − 3:27
2. "Manipulating Woman" − 3:35
3. "My Delirium" − 4:16
4. "Better Than Sunday" − 3:28
5. "Another Runaway" − 3:16
6. "Love Don't Live Here" − 4:03
7. "Back of the Van" − 3:40
8. "Paris Is Burning" − 3:49
9. "Professional Suicide" − 3:43
10. "Dusk Till Dawn" − 2:37
11. "Crazy World" − 3:35
12. "Morning Dreams" − 4:00

## Single
- "Back of the Van" (wydany 1 kwietnia 2008);
- "Paris Is Burning" (wyd. 6 lipca 2008);
- "Dusk Till Dawn" (wyd. 8 września 2008);
- "My Delirium" (wyd. 8 grudnia 2008);
- "Magic" (wyd. 28 września 2008)

## Pozycje na listach przebojów
| Kraj/region       | Notowanie (2010) | Wydawca     | Najwyższa pozycja |
| ----------------- | ---------------- | ----------- | ----------------- |
| Australia         | Top 100 Albums   | ARIA Charts | 16                |
| Europa            | Top 100 Albums   | Billboard   | 62                |
| Nowa Zelandia     | Top 40 Albums    | RIANZ       | 1                 |
| Stany Zjednoczone | Top Heatseekers  | Billboard   | 41                |
| Wielka Brytania   | Top 200 Albums   | OCC         | 16                |